# Белявина

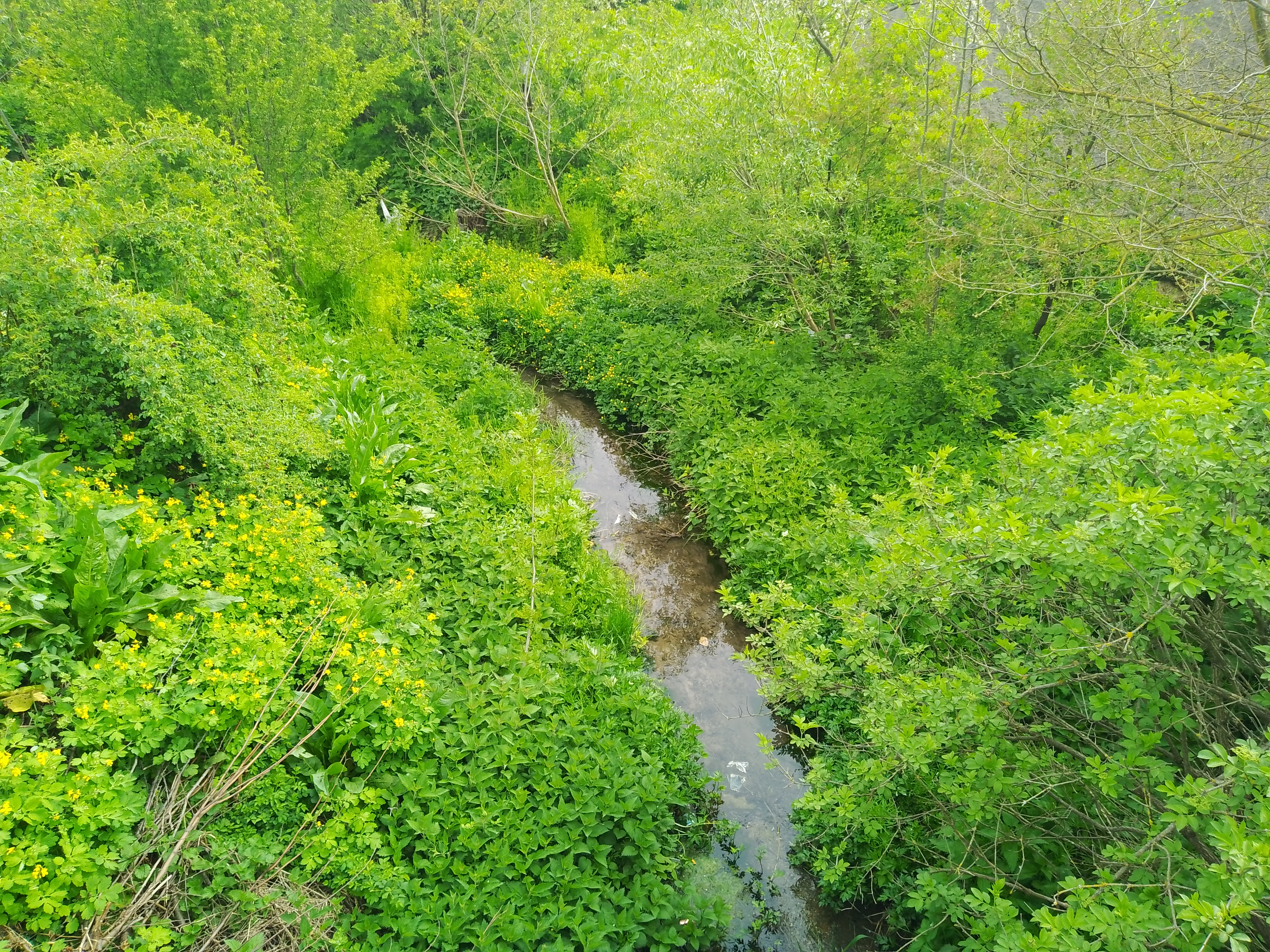
Річка Белявина в Росохачі

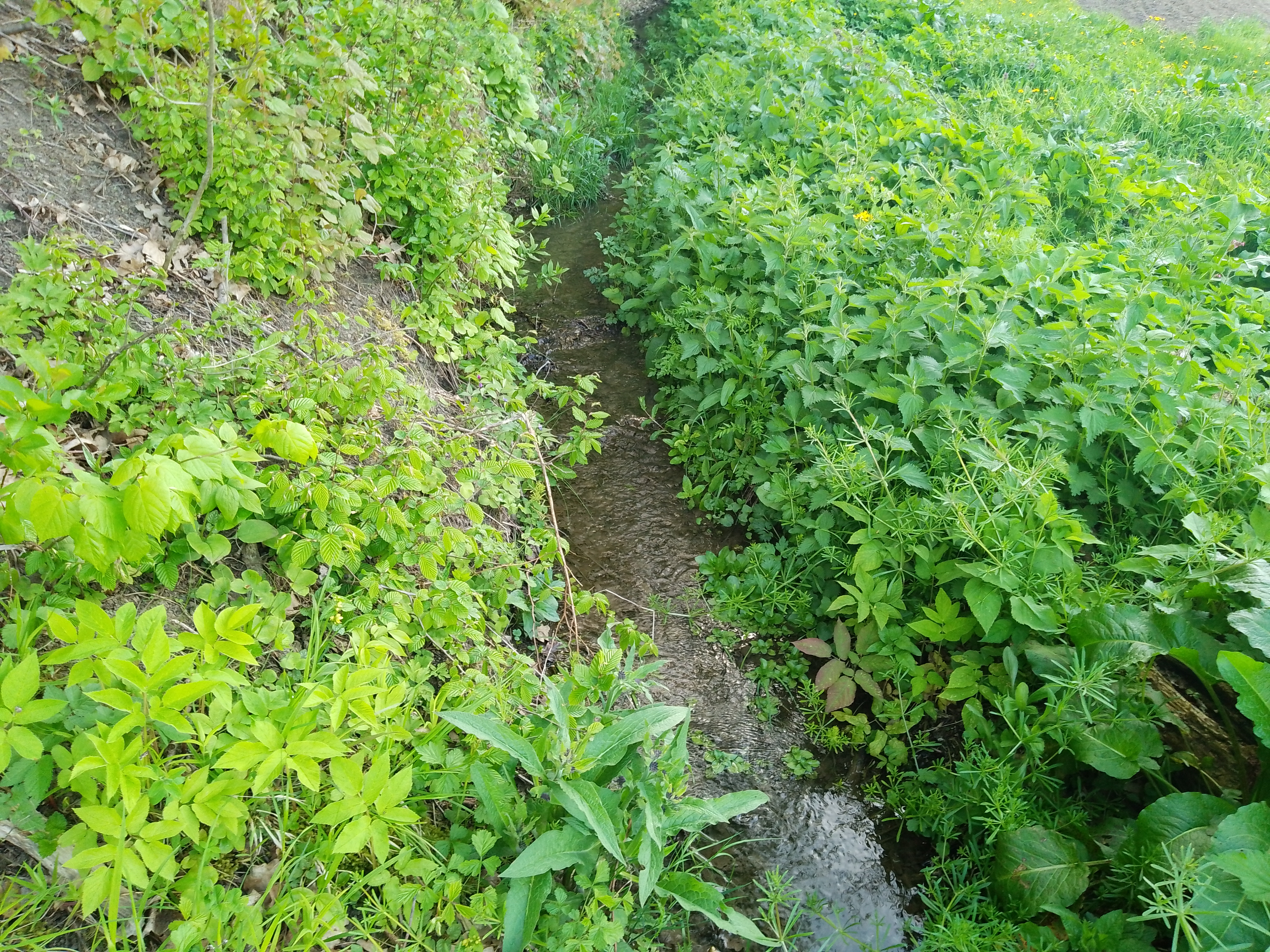
Річка Белявина перед селом Росохач

Белявина (пол. Bielawina) — річка в Україні у Чортківському районі Тернопільської області. Права притока річки Серету (басейн Дністра).

## Опис
Довжина річки приблизно 3,97 км, найкоротша відстань між витоком і гирлом — 3,74  км, коефіцієнт звивистості річки — 1,06 . Формується декількома струмками.

## Розташування
Бере початок на північно-східній стороні від села Ягільниця. Тече переважно на південний схід через село Росохач і впадає у річку Серет, ліву притоку річки Дністра.

## Цікаві факти
- На річці існує декілька природних джерел[3].
- «Білавина»– лісове урочище біля села Росохач